# La Chapelle-Vicomtesse
La Chapelle-Vicomtesse è un comune francese di 193 abitanti situato nel dipartimento del Loir-et-Cher nella regione del Centro-Valle della Loira.

## Società

### Evoluzione demografica
Abitanti censiti